# جابر أسد
جابر عبد الله أسد (مواليد 27 أبريل 1982) لاعب كرة قدم إماراتي يجيد اللعب في الدفاع.
لعب سابقاً مع أندية الشعب والوصل و دبي ودبا الحصن ورأس الخيمة والتعاون .